# Cachoeira do Sul
Cachoeira do Sul là một đô thị thuộc bang Rio Grande do Sul, Brasil. Đô thị này có diện tích 3735,2 km², dân số năm 2007 là 84690 người, mật độ 22,67 người/km².